# 15304 Вікберґ
15304 Вікберґ (15304 Wikberg) — астероїд головного поясу, відкритий 21 жовтня 1992 року.
Тіссеранів параметр щодо Юпітера — 3,161.